# Струнен квартет № 8 (Дмитрий Шостакович)
„Струнен квартет № 8“ в до минор (опус 110) е струнен квартет на руския композитор Дмитрий Шостакович от 1960 година.
Композиран само за три дни през юли, той включва цитати от предишни произведения на Шостакович и неговия музикален монограм. Той често е приеман за автобиографичен по замисъл и отразяващ тежките му отношения с тоталитарния комунистически режим в Съветския съюз, макар че официално е посветен на „жертвите на фашизма и войната“. Представен е за пръв път на 2 октомври 1960 година в Ленинград в изпълнение на Струнен квартет „Бетховен“.